# Covasna
Covasna (maghiară Kovászna, în germană Kovasna) este un oraș în județul Covasna, Transilvania, România, format din localitățile componente Chiuruș și Covasna (reședința). Numele vine de la cuvântul slavon „kvasny”, ceea ce înseamnă „dospit, fermentat” (cu referire la apele gazoase de aici, care sunt gazoase ca băuturile fermentate - berea, de exemplu).
Datorită faptului că este situată într-o zonă cu activitate vulcanică (în trecut), localitatea este renumită pentru apele sale minerale și mofetele (emanații gazoase post-vulcanice, predominant dioxid de carbon).
Este cea mai renumită stațiune balneo-climaterică din țară pentru tratarea afecțiunilor cardio-vasculare, orașul având peste 10 hoteluri și nenumărate pensiuni, un spital de profil cardiologic (Cardiologie Covasna) cu baze de tratament de profil moderne. Pentru acest potențial, Covasna este uneori numită "Stațiunea celor 1000 de izvoare".
În centrul orașului poate fi găsită "Balta Dracului", denumire dată de localnici, rămășită a unei erupții vulcanice. În secolul al XVIII-lea au fost înregistrate mai multe erupții ale acesteia.
În imediata apropiere a orașului se află "Valea Zânelor", zonă renumită pentru cetatea dacică, pentru urmele căii ferate pe plan înclinat (monument tehnic unicat în Europa), și pentru priveliștea minunată.

## Așezare
Orașul Covasna este situat la marginea sud-estică a părții inferioare a Carpaților de curbură, la o altitudine de 580 m, pe DN13E(Feldioara-Vâlcele-Sfântu Gheorghe-Covasna).

## Demografie
Componența etnică a orașului Covasna
     Maghiari (60,34%)
     Români (31,14%)
     Alte etnii (0,38%)
     Necunoscută (8,15%)
Componența confesională a orașului Covasna
     Reformați (40,01%)
     Ortodocși (28,57%)
     Romano-catolici (18,4%)
     Creștini de rit vechi (1,04%)
     Alte religii (2,52%)
     Necunoscută (9,46%)
Conform recensământului efectuat în 2021, populația orașului Covasna se ridică la 9.208 locuitori, în scădere față de recensământul anterior din 2011, când fuseseră înregistrați 10.114 locuitori. Majoritatea locuitorilor sunt maghiari (60,34%), cu o minoritate de români (31,14%), iar pentru 8,15% nu se cunoaște apartenența etnică. Din punct de vedere confesional, cei mai mulți locuitori sunt reformați (40,01%), cu minorități de ortodocși (28,57%), romano-catolici (18,4%) și creștini de rit vechi (1,04%), iar pentru 9,46% nu se cunoaște apartenența confesională.
|  | Graficele sunt indisponibile din cauza unor probleme tehnice. Mai multe informații se găsesc la Phabricator și la wiki-ul MediaWiki. |

Date: Recensăminte sau birourile de statistică - grafică realizată de Wikipedia

## Politică și administrație
Orașul Covasna este administrat de un primar și un consiliu local compus din 17 consilieri. Primarul, József Gyerő[*], de la Uniunea Democrată Maghiară din România, este în funcție din 2016. Începând cu alegerile locale din 2024, consiliul local are următoarea componență pe partide politice:
|  | Partid                                     | Consilieri | Componența Consiliului | Componența Consiliului | Componența Consiliului | Componența Consiliului | Componența Consiliului | Componența Consiliului | Componența Consiliului | Componența Consiliului | Componența Consiliului | Componența Consiliului | Componența Consiliului |
|  | ------------------------------------------ | ---------- | ---------------------- | ---------------------- | ---------------------- | ---------------------- | ---------------------- | ---------------------- | ---------------------- | ---------------------- | ---------------------- | ---------------------- | ---------------------- |
|  | Uniunea Democrată Maghiară din România     | 11         |                        |                        |                        |                        |                        |                        |                        |                        |                        |                        |                        |
|  | Partidul Social Democrat                   | 3          |                        |                        |                        |                        |                        |                        |                        |                        |                        |                        |                        |
|  | Partidul Național Liberal                  | 2          |                        |                        |                        |                        |                        |                        |                        |                        |                        |                        |                        |
|  | Forța Civică Maghiară - Magyar Polgári Erő | 1          |                        |                        |                        |                        |                        |                        |                        |                        |                        |                        |                        |

## Istorie

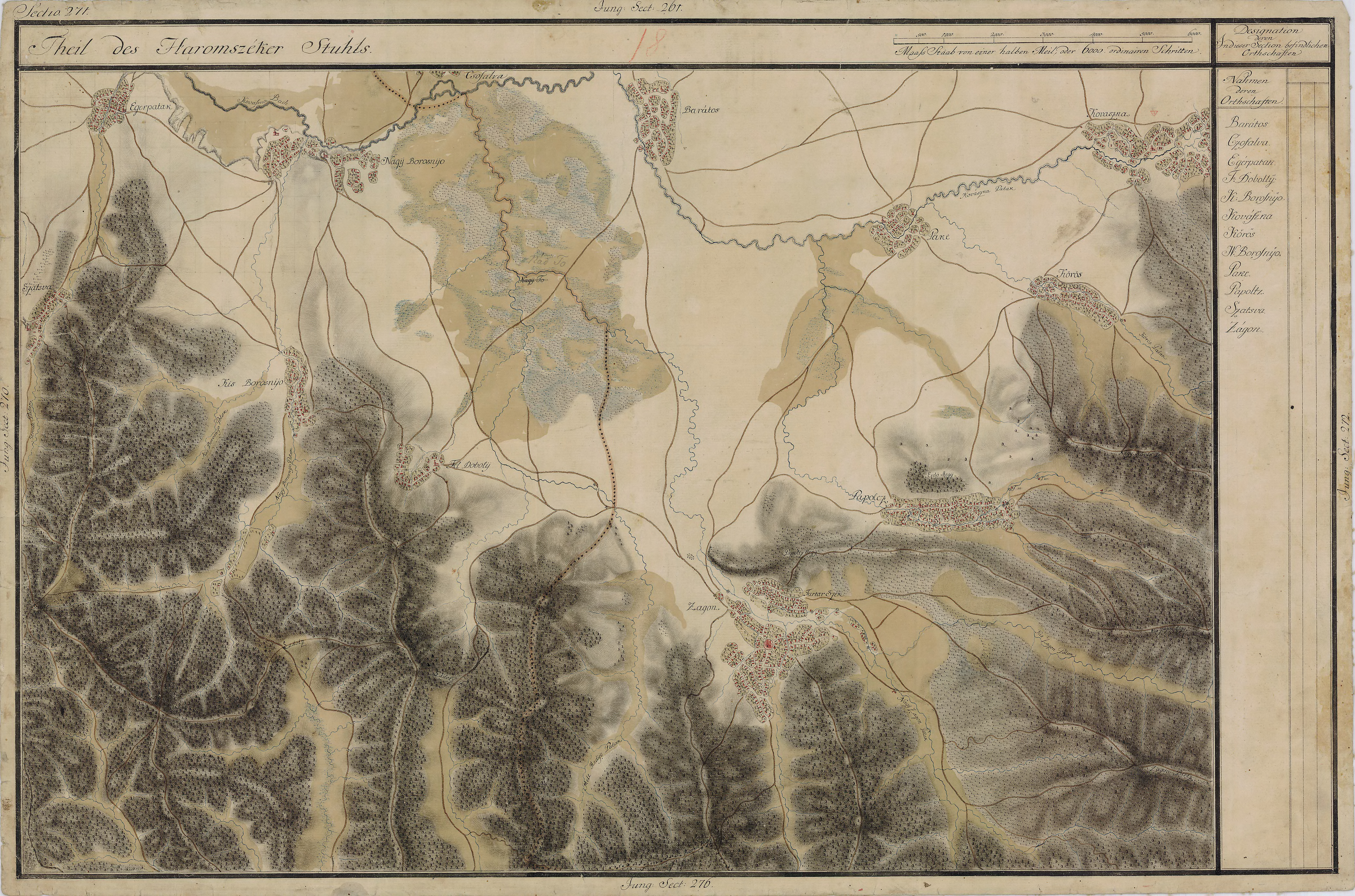
Covasna în Harta Iosefină a Transilvaniei, 1769-1773

Prima atestare documentară datează din anul 1567, dar descoperirile arheologice dovedesc prezența omului aici încă din neolitic.
Pe dealul „Cetatea Zânelor”, în partea de est a orașului, se găsesc ruinele dezvelite aproape integral ale unei mari fortificații a dacilor, cu ziduri din piatră dispuse în terase (secolele I î.C. - I d.C.). După săpăturile efectuate în mai multe rânduri în acest loc, au descoperit obiecte de ceramică, unelte, arme și un mormânt de inhumație. Pe baza stratigrafiei și a materialelor descoperite, s-a putut stabili că zona a fost locuită sporadic în epoca bronzului, mai accentuată în prima parte a epocii fierului și consistentă în perioada dacică. Tot aici s-au găsit un inel de argint, un vârf de spadă medievală din secolul al XII-lea și câteva monede din secolul al XVI-lea.  Zidurile cetății dacice au apărut în anul 1995, în urma unei furtuni puternice care a smuls arborii și a culcat pădurea la pământ. Potrivit arheologilor este una dintre cele mai mari cetăți dacice din afara Munților Orăștiei, fiind înconjurată de patru terase fortificate cu ziduri de piatră înalte de aproape doi metri, foarte bine conservate.
În 1548 este amintită ca și „Covasna”. În 1840 a primit dreptul de a organiza târguri. În 1756, 1863, 1869, 1874 și 1887 au avut loc incendii puternice care au devastat orașul. Vechea biserică reformată-calvină a fost construită între anii 1754 și 1764, dar cutremurul care a avut loc în anul 1802 a avut asemenea efecte asupra ei, încât a trebuit sa fie demolată.
În Covasna se întâlnesc izvoarele minerale cele mai renumite în Ardeal, cu o diversitate de mai mult de 1500 de elemente de compoziție. Exploatarea termală a început în anii 1880. În 1889 s-a înființat prima societate comercială de exploatare a băilor termale, iar apa minerală din Voinești (parte a orașului Covasna) este îmbuteliată începând cu anul 1891. În prezent în Covasna se îmbuteliază aproximativ 5000 de litri de apă minerală. Covasna are nenumărate băi minerale și mofete.

## Primari
- 1990-1992: Luca Ioan (FSN)
- 1992-2000: Málnási László Levente (UDMR)
- 2000-2008: Zsuffa Levente (Independent)
- 2008-2012: Lőrincz Zsigmond
- 2012-2016: Thiesz János
- 2016-  Gyerő József

## Economie

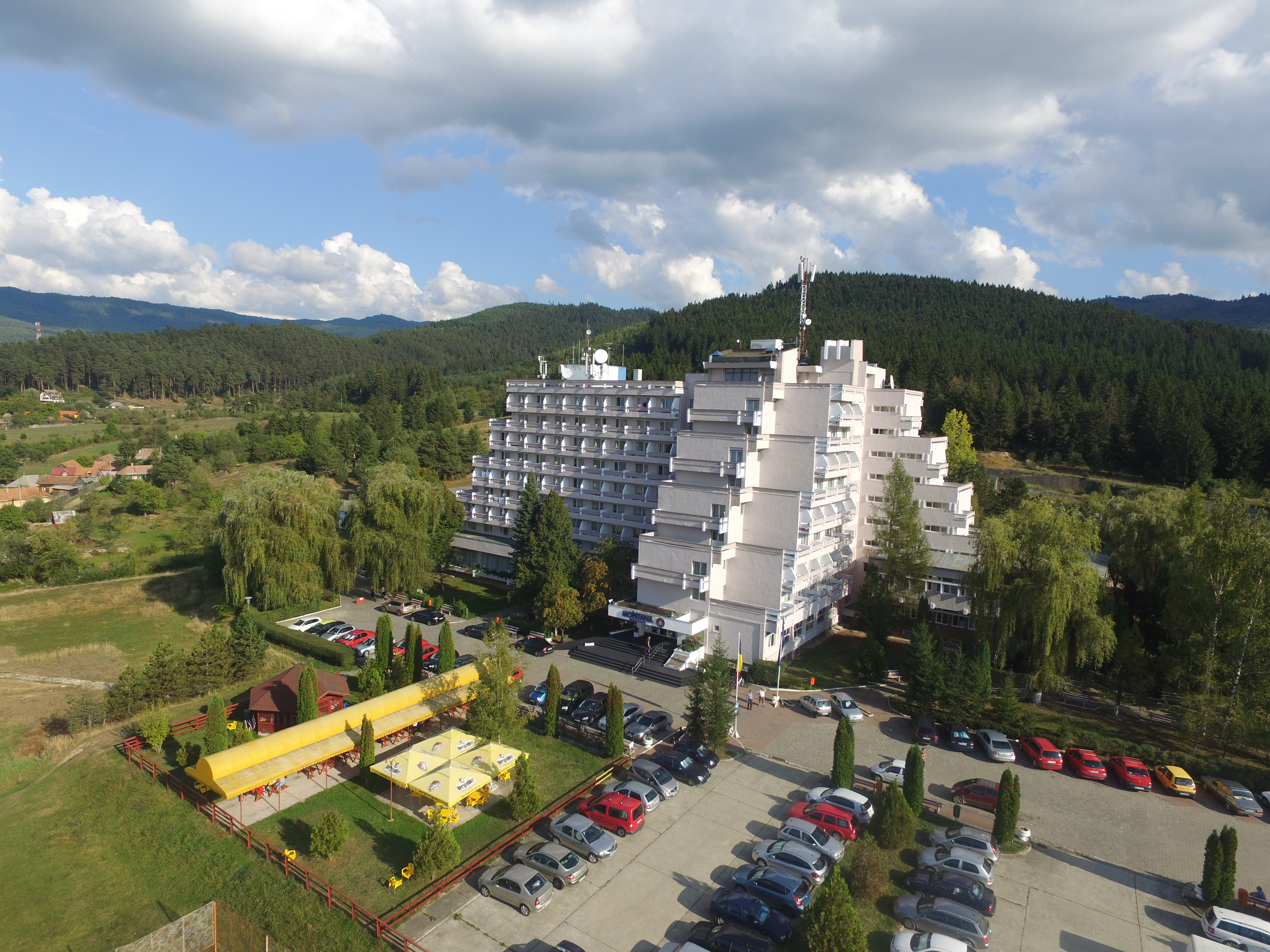
Hotel Montana 3' Covasna

Un rol important în economia acestui oraș, datorită poziționării geografice, climei și resurselor naturale îl are turismul. Bogăția subsolului în hidrominerale și gaze mofetice este valorificată în bazele de tratament din stațiune, iar rezervele de apă minerală de diferite tipuri hidrochimice sunt exploatate și valorificate pe scară industrială sub formă de ape minerale îmbuteliate. Un aport substanțial la economia orașului îl au și agricultura, industria alimentară prin prelucrarea laptelui și a cărnii, transportul, comerțul și serviciile.
Hoteluri cu baze de tratament care stau la dispoziția turiștilor în stațiunea Covasna: Hotel Clermont 4*, Hotel Montana 3*, Hotel Căprioara 4*, Hotel Cerbul 2*, Hotel Dacia 2*.

## Obiectiv memorial
- Monumentul Eroilor Români din Al Doilea Război Mondial . Monumentul se află într-un rondou de pe strada Mihai Eminescu și a fost dezvelit la data de 9 mai 1973. Cunoscut si sub numele de “Monumentul Eliberatorul”, acesta este opera sculptorului Theodor Ionescu. Pe un piedestal masiv, de forma unei prisme pătrate, este așezată statuia unui infanterist care ține în mâna stângă o pușcă, iar în mâna dreaptă o ramură de stejar. Pe fațada principală a piedestalului este fixată o placă de marmură albă pe care este scris următorul text omagial: "Glorie eternă eroilor armatei române".

## Atracții turistice
- Cetatea Dacică
- Balta Dracului

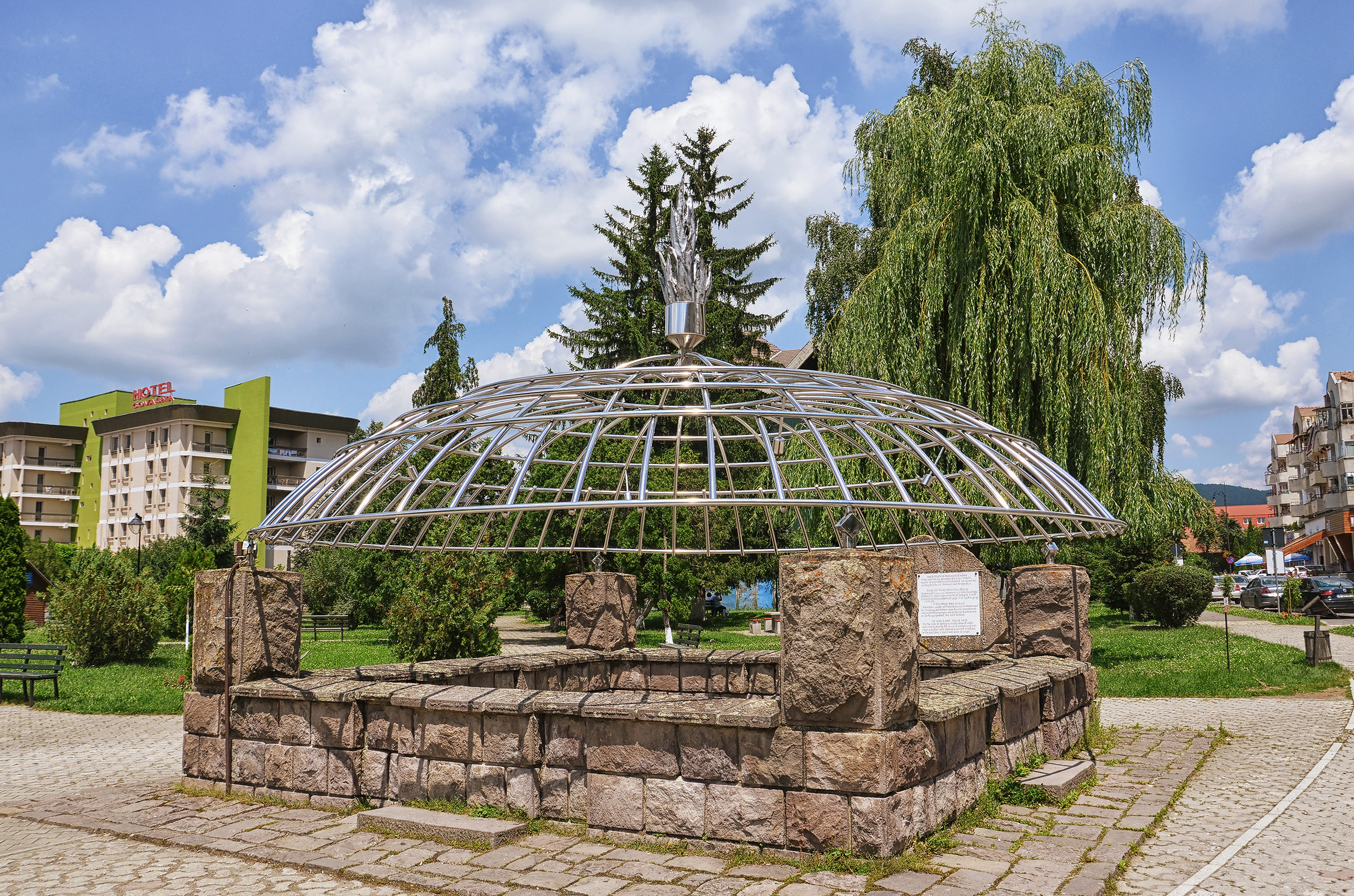
Balta Dracului

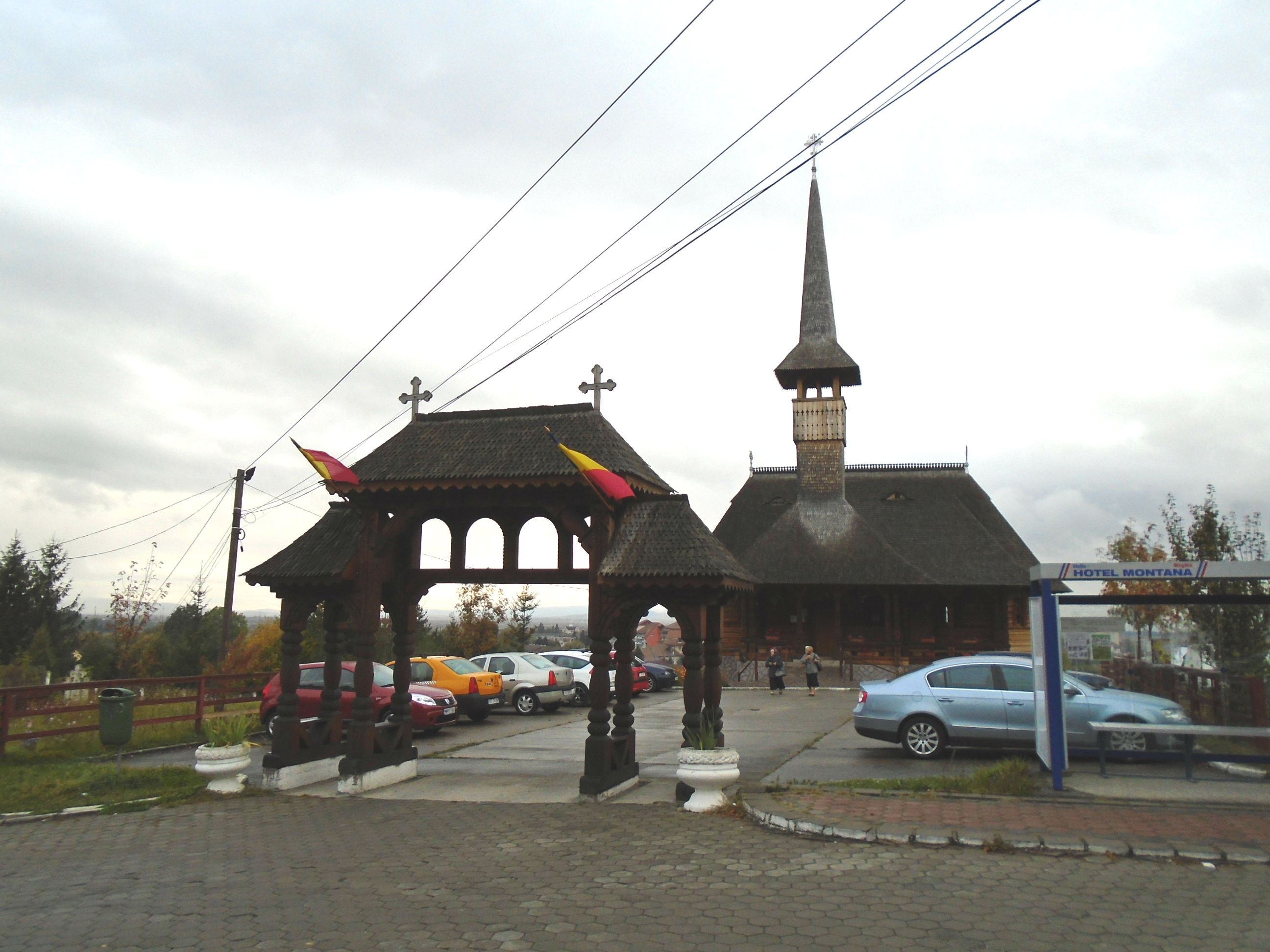
Biserica „Izvorul Tămăduirii”

- Planul Înclinat: în 1890 ia naștere Planul Înclinat care asigura legătura între Valea Zânelor și Șiclău. La stația de sus a Planului Înclinat există un afiș care înștiințează că acolo există un monument istoric. Însă de când a ars, a fost lăsat în paragină, fiind aproape ascuns de buruienile ce au crescut sălbatic.
- Vila de vacanță a fostului dictator Nicolae Ceaușescu

## Personalități
- Sándor Kőrösi Csoma (1784 - 1842), explorator și filolog, părintele tibetologiei;
- Iustinian Teculescu (1865 - 1932), cleric ortodox;
- Irma Brósz (1911 - 1976), pictoriță;
- Horia Colan (1926 - 2017), inginer, membru al Academiei Române;
- Demosten Ioniță (1927 - 2024), episcop ortodox;
- Iosefina Ștefănescu-Ugron (1932 - 2015), handbalistă;
- Ghizela Vlad (n. 1938), demnitar comunist;
- László-Ödön Fejér (n. 1961), inginer, deputat, senator.

## Imagini

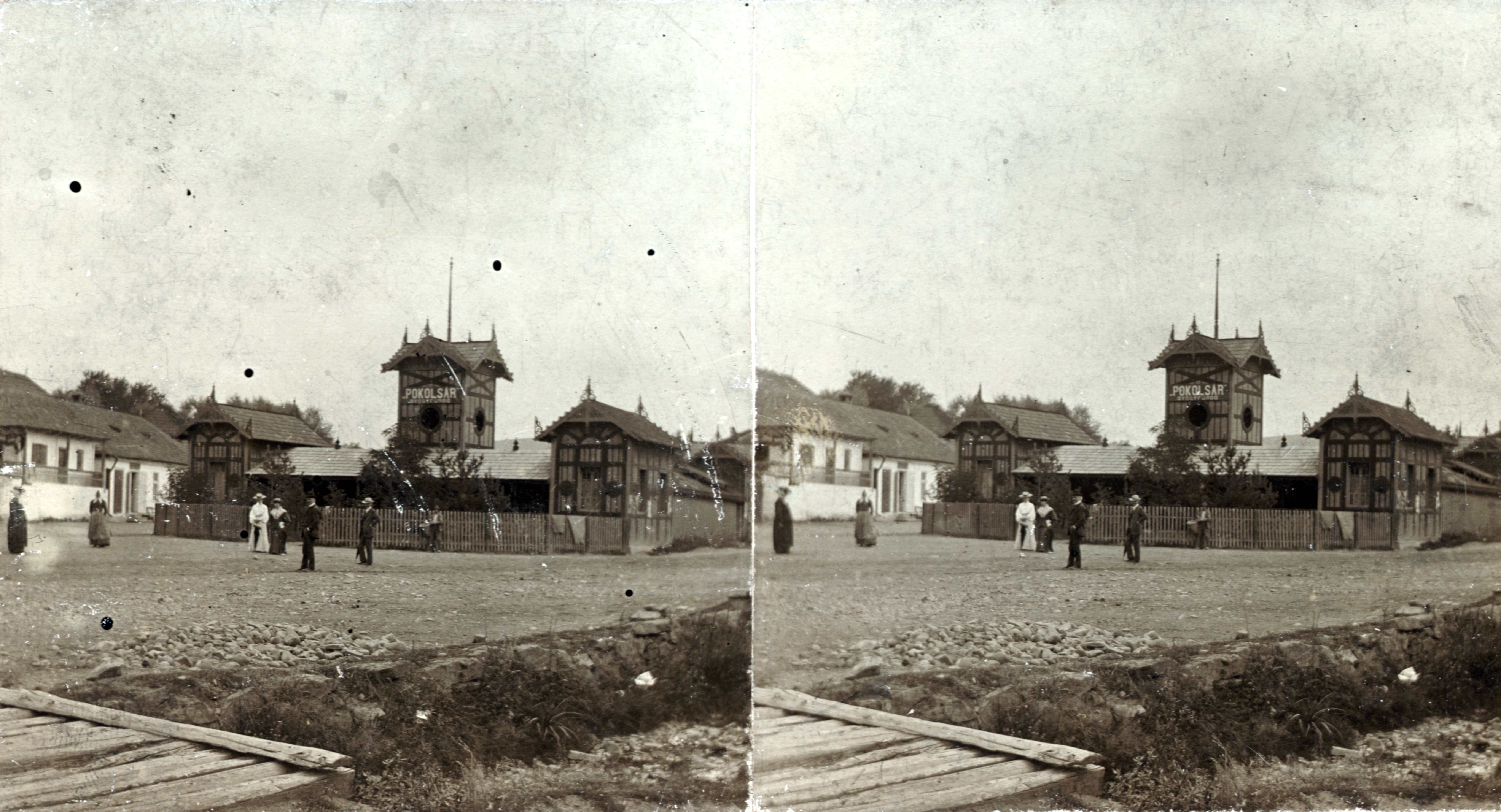
Balta Dracului, în 1905
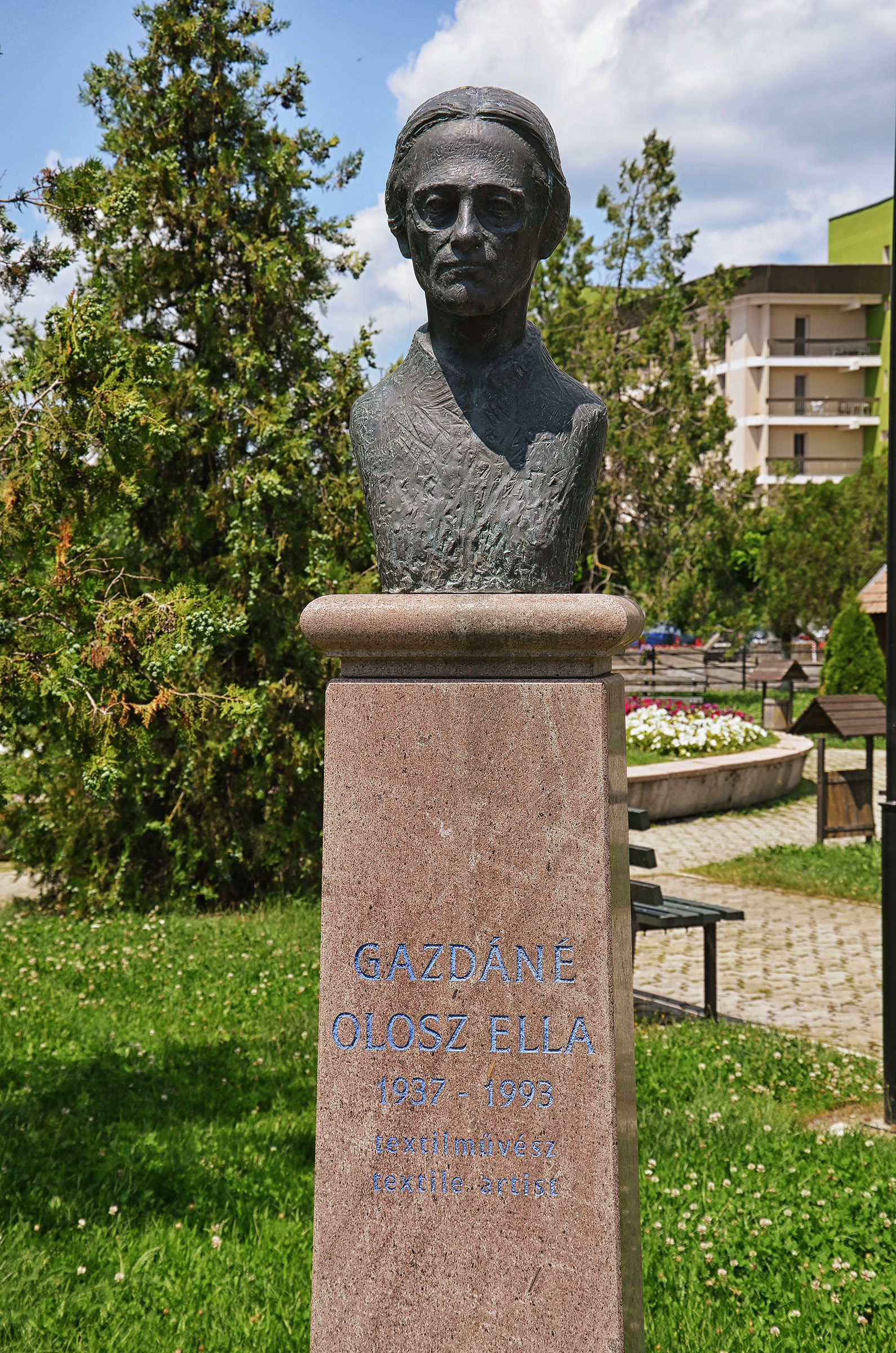
Bustul etnografului Ella Olosz⁠(hu)[traduceți]
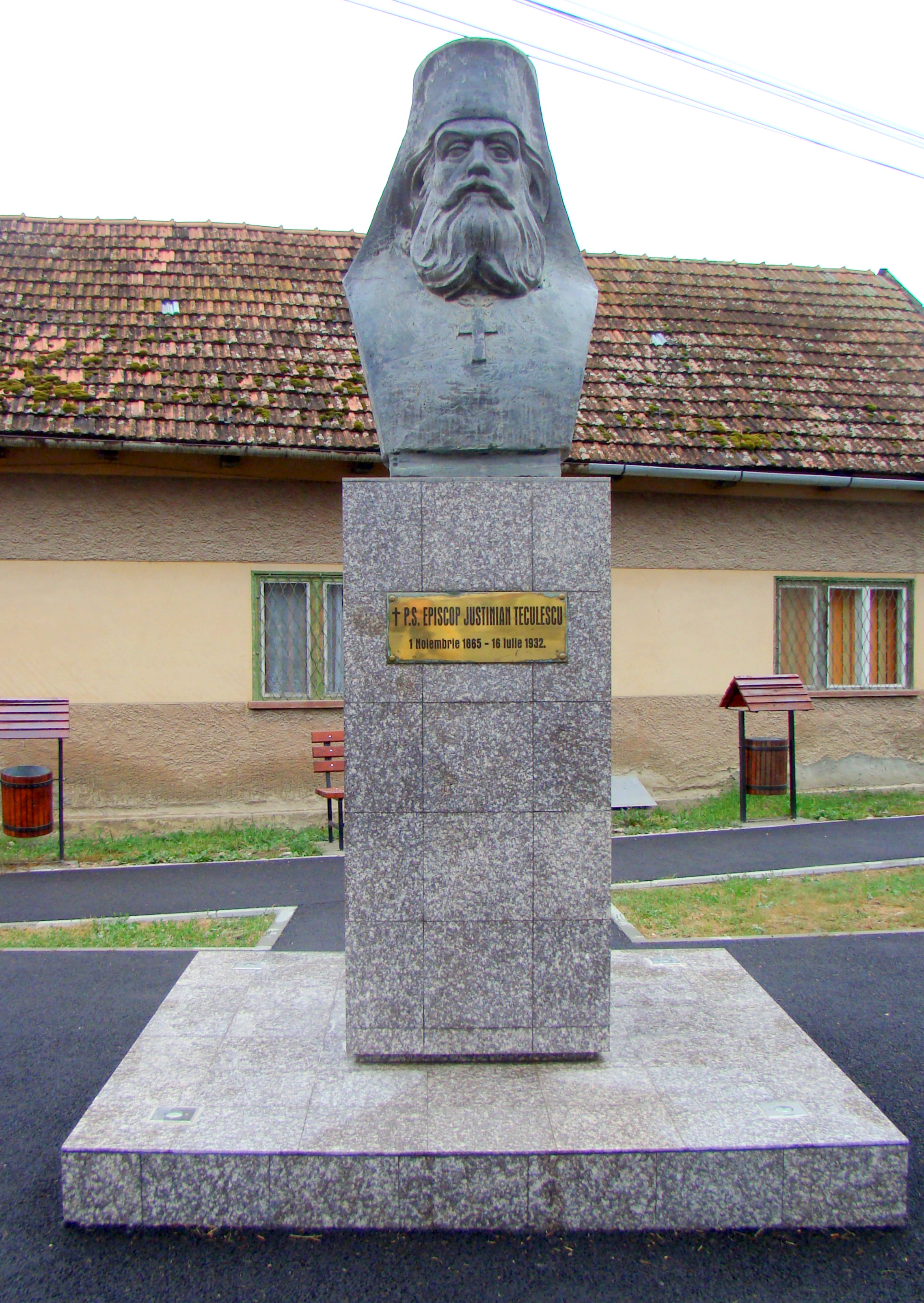
Bustul lui Iustinian Teculescu, primul episcop al armatei române
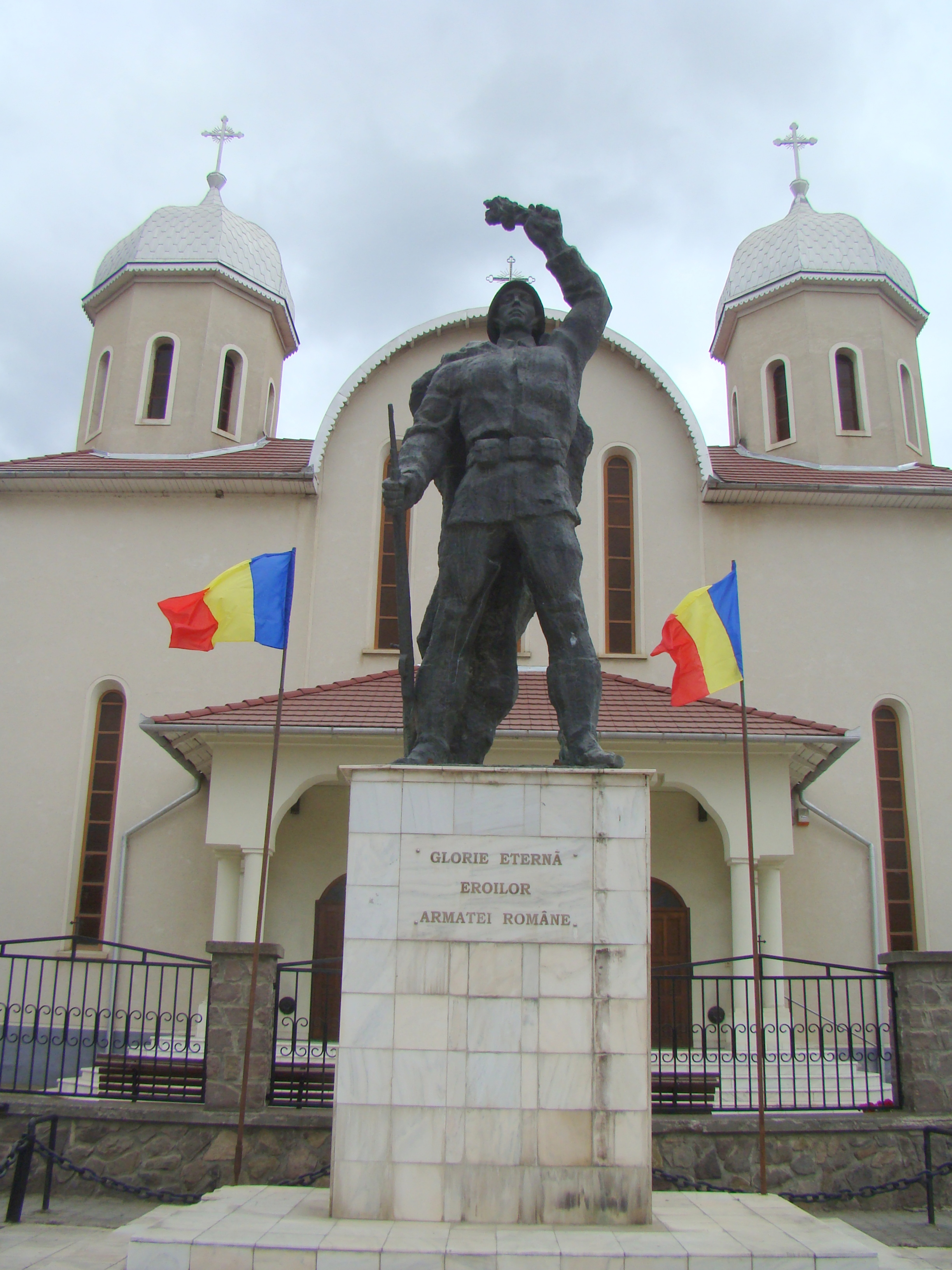
Statuia ostașului român (monument istoric)
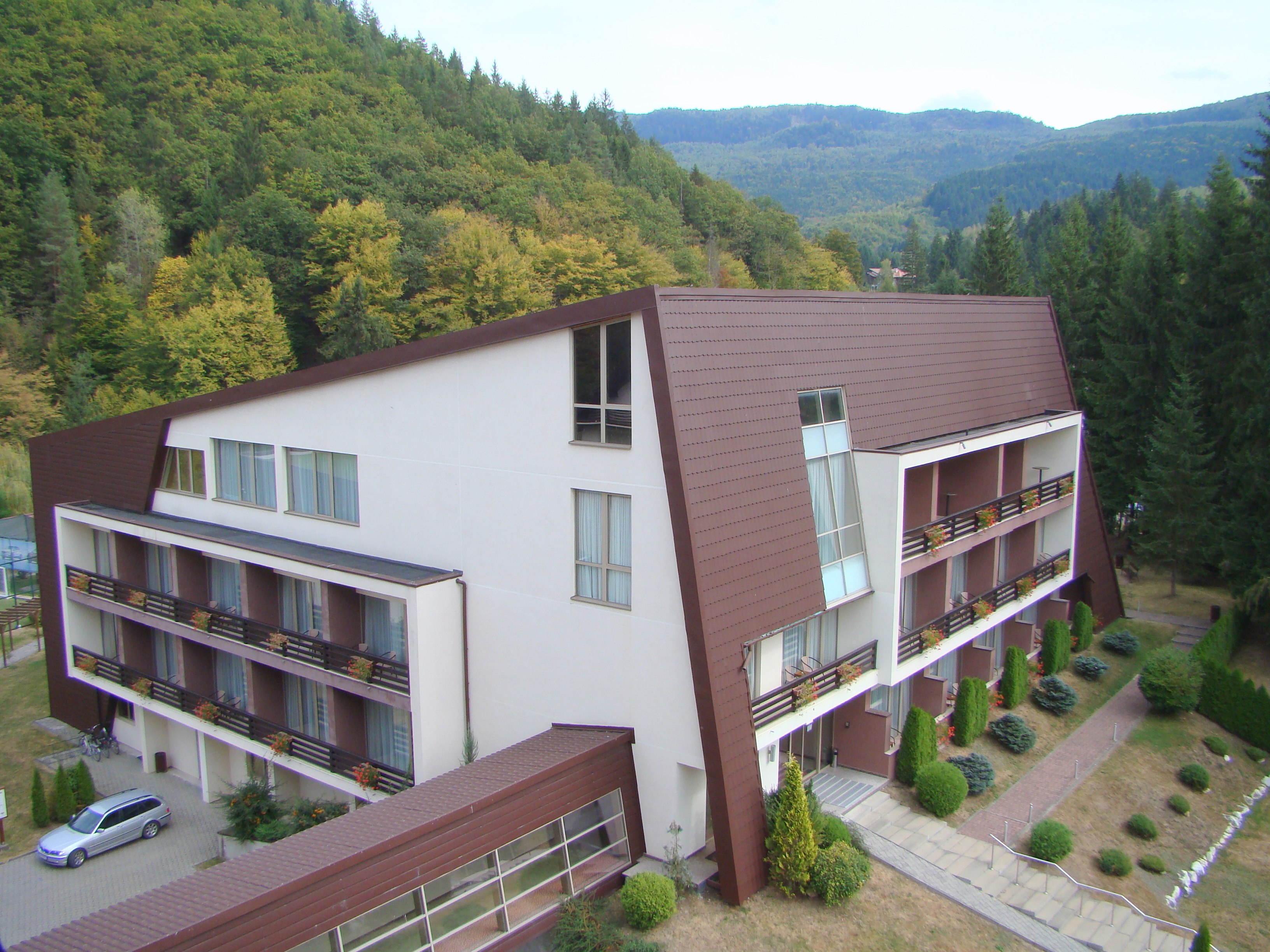
Hotel Clermont